# Zmarli w roku 1894
Lista osób zmarłych w 1894:

## luty 1894
- 4 lutego – Adolphe Sax, belgijski budowniczy instrumentów muzycznych, konstruktor saksofonu[1]
- 21 lutego – Henrietta Maria Dominici, włoska zakonnica, błogosławiona katolicka[2]

## marzec 1894
- 20 marca – Lajos Kossuth, przywódca rewolucji węgierskiej[3]
- 24 marca – Robert Prescott Stewart, irlandzki kompozytor, organista, dyrygent i pedagog[4]

## kwiecień 1894
- 4 kwietnia – Giuseppe Benedetto Dusmet, włoski benedyktyn, arcybiskup Katanii, kardynał, błogosławiony katolicki[5]
- 21 kwietnia – Konrad z Parzham, bawarski kapucyn (brat zakonny), święty katolicki[6]

## maj 1894
- 8 maja – Klara Fey, niemiecka zakonnica, założycielka Sióstr Ubogich Dzieciątka Jezus, błogosławiona katolicka[7]

## czerwiec 1894
- 18 czerwca – Albin Dunajewski, biskup krakowski[8]
- 25 czerwca – Marie François Sadi Carnot, francuski polityki, prezydent[9]

## lipiec 1894
- 5 lipca – Austen Henry Layard, brytyjski dyplomata i archeolog, odkrywca starożytnej Niniwy[10]
- 17 lipca – Leconte de Lisle, francuski poeta, filozof, filolog klasyczny i krytyk literacki epoki romantyzmu[11]
- 29 lipca – Ludwik Martin, francuski zegarmistrz, ojciec św. Teresy z Lisieux, święty katolicki[12]

## sierpień 1894
- 21 sierpnia – Wiktoria Rasoamanarivo, madagaskarska błogosławiona katolicka[13]
- 30 sierpnia – Jan Walenty Kręcki, ksiądz, powstaniec wielkopolski 1848 roku.

## wrzesień 1894
- 8 września – Hermann von Helmholtz, niemiecki lekarz, fizjolog, fizyk i filozof, sformułował zasadę zachowania energii[14]
- 20 września – Giovanni Battista de Rossi, włoski archeolog[15]

## październik/listopad 1894
- 12 października – Władimir Betz (ukr. Володимир Олексійович Бец), ukraiński anatom i histolog[16]
- 20 października/1 listopada – Aleksander III Romanow, rosyjski car[17]

## listopad 1894
- 13 listopada – Augustyna Pietrantoni, włoska zakonnica, święta katolicka[18]
- 20 listopada – Anton Rubinstein (ros. Антон Григорьевич Рубинштейн), rosyjski pianista, kompozytor i dyrygent[19]

## grudzień 1894
- 3 grudnia – Robert Louis Stevenson, szkocki powieściopisarz, poeta i reportażysta[20]
- 7 grudnia – Ferdinand de Lesseps, francuski dyplomata i przedsiębiorca, budowniczy Kanału Sueskiego[21]
- 8 grudnia:
  - Pafnutij Czebyszow (ros. Пафнутий Львович Чебышёв), matematyk rosyjski[22]
  - Jan Krzeptowski (Sabała), góral podhalański, honorowy przewodnik tatrzański, muzykant, myśliwy, gawędziarz i pieśniarz[23]
- 28 grudnia – Katarzyna Volpicelli, włoska zakonnica, założycielka Zgromadzenia Służebnic Najświętszego Serca, święta katolicka[24]